# Арс
Арс (фр. Arces) насеље је и општина у западној Француској у региону Поату-Шарант, у департману Приморски Шарант која припада префектури Сент.
По подацима из 2011. године у општини је живело 684 становника, а густина насељености је износила 31,46 становника/km². Општина се простире на површини од 21,74 km². Налази се на средњој надморској висини од 29 метара (максималној 55 m, а минималној 0 m).

## Демографија
| 1962. | 1968. | 1975. | 1982. | 1990. | 1999. | 2011. |
| ----- | ----- | ----- | ----- | ----- | ----- | ----- |
| 457   | 484   | 423   | 430   | 485   | 561   | 684   |

График промене броја становника у току последњих година